# 坂本吉弘
坂本 吉弘（さかもと よしひろ、1938年10月4日 - ）は、日本の通産官僚。通商産業審議官を最後に退官後、アラビア石油代表取締役社長、AOCホールディングス代表取締役社長、三菱重工業取締役、セントラル硝子取締役等を歴任した。

## 人物・経歴
大阪生まれ。岸和田高校を経て1962年東京大学法学部卒業後、通商産業省入省。妻は入省同期の坂本春生。
JETROシドニー駐在、通商産業省航空機武器課長、通商産業省国会担当参事官、通商産業省産業資金課長、通商産業省機械情報産業局総務課長を経て、1986年通商産業大臣官房総務課長。1987年臨時円高対策本部幹事会座長。同年通商産業省通商政策局国際経済部長。1988年資源エネルギー庁石油部長。1989年通商産業省機械情報産業局次長。1990年通商産業省商務流通審議官。1991年通商産業省基礎産業局長。1992年通商産業省機械情報産業局長。1993年通商産業省通商政策局長。1994年通商産業審議官。1996年退官、通商産業省顧問。
1998年日本エネルギー経済研究所理事長。2000年笹川南東アジア協力基金運営委員。
2003年アラビア石油代表取締役社長。2004年AOCホールディングス代表取締役社長。2007年三菱重工業顧問。同年三菱重工業取締役。2013年安全保障貿易情報センター理事長。2016年セントラル硝子取締役。

## 略歴
- 1962年4月　通産省入省　(企業局立地政策課)
- 1964年10月　科学技術庁原子力局政策課[5]
- 1966年11月　重工業局重工業課
- 1968年10月　繊維雑貨局繊維雑貨輸出課[5]
- 1970年9月　工業技術院技術振興課
- 1972年7月　貿易局為替金融課[5]
- 1973年12月　資源エネルギー庁臨時石油対策本部石油企画官(総括担当)付
- 1975年2月　資源エネルギー庁長官官房総務課総括班長
- 1976年12月　JETROシドニージャパントレードセンター
- 1980年7月　機械情報産業局航空機武器課長
- 1982年10月　大臣官房参事官
- 1984年10月 産業政策局産業資金課長
- 1985年6月 機械情報産業局総務課長
- 1986年6月　大臣官房総務課長
- 1987年6月　通商政策局国際経済部長
- 1988年6月　資源エネルギー庁石油部長
- 1989年6月　機械情報産業局次長
- 1990年　通商産業省商務流通審議官
- 1991年　基礎産業局長
- 1992年　機械情報産業局長
- 1993年　通商政策局長
- 1994年　通商産業審議官
- 1996年　退官

## 著書
- 『目を世界に心を祖国に―「国益とは何か」を問い続けた通商交渉の現場から』財界研究所 2000年
- 『エネルギー、いまそこにある危機』日刊工業新聞社 2002年